# Heinrich Nietmann

Heinrich Nietmann

Heinrich Nietmann (* 13. Juli 1901 in Aachen; † 15. September 1961 in Homburg) war ein deutscher Politiker (NSDAP).

## Leben und Wirken
Nach dem Besuch der Volksschule und der Oberrealschule in Saarbrücken wurde Nietmann an der Landwirtschaftlichen Hochschule in Hohenheim ausgebildet, die er Ende 1924 mit einem Abschluss als Diplomlandwirt verließ. Er war Mitglied der Landsmannschaft Ulmia Tübingen und Landsmannschaft Württembergia Hohenheim.  Ab Ende 1924 war er Geschäftsführer des Pfälzer Bauernbundes; 1932 und 1933 war er dessen Hauptgeschäftsführer. Nietmann war verheiratet; aus der Ehe gingen vier Kinder hervor.
Vor 1922 war Nietmann Mitglied des Deutschvölkischen Schutz- und Trutzbundes, dann wurde er Mitglied der DVP. Zum 1. Oktober 1928 trat Nietmann in die NSDAP ein (Mitgliedsnummer 100.203), deren Landwirtschaftlicher Gaufachberater er von 1930 bis 1932 war. In der SA war er 1928 als Truppführer aktiv.
Nach der nationalsozialistischen Machtergreifung war Nietmann in der Reichsanstalt für Arbeitsvermittlung und Arbeitslosenversicherung tätig. Dort war er von November 1933 bis zum 1. März 1934 stellvertretender Arbeitsamtsdirektor in Kaiserslautern. Am 1. März 1934 wurde er stellvertretender Landesleiter der Deutschen Front, ab Oktober 1934 stieg er zum Landesleiter auf. Im März 1935 wurde er zum Regierungsdirektor befördert. Von März 1935 bis Dezember 1940 war Nietmann Gauamtsleiter und Gauinspektor im Gau Saarpfalz, gleichzeitig auch Abteilungsleiter beim Reichskommissar für das Saarland und Leiter der Zweigstelle des Landesarbeitsamts Rheinland in Saarbrücken. Ab 1940 war Nietmann Treuhänder der Arbeit im Wirtschaftsgebiet Westmark und in Personalunion ab März 1941 auch Präsident des dortigen Landesarbeitsamtes. Von 1940 bis 1943 war er Reichstreuhänder der Arbeit für das Wirtschaftsgebiet Westmark und zusätzlich ab März 1941 Präsident des Landesarbeitsamts Westmark beziehungsweise ab Anfang September 1943 in gleicher Funktion des Gauarbeitsamts Westmark. Gegen Ende des Zweiten Weltkrieges wurde er im April 1945 noch zur Wehrmacht eingezogen.
Am 1. März 1935 trat Nietmann infolge der Wiedereingliederung des Saarlandes in das Deutsche Reich nachträglich als Abgeordneter für den Wahlkreis 27 (Rheinpfalz-Saar) in den im November 1933 gewählten Reichstag ein und gehörte dem nationalsozialistischen Reichstag bis Kriegsende an. Im Nationalsozialistischen Kraftfahrerkorps (NSKK) wurde Nietmann zuletzt im November 1943 zum NSKK-Oberführer in der Motorgruppe Westmark befördert.
Nach der Befreiung vom Nationalsozialismus war Nietmann zwei Jahre lang interniert. Er starb in Homburg und wurde am 18. September 1961 in Saarbrücken beigesetzt.